# Artur Davtian
Artur Davtian (en armenio: Արթուր Դավթյան; Ereván, 8 de agosto de 1992) es un deportista armenio que compite en gimnasia artística, especialista en las pruebas de salto de potro y caballo con arcos.
Participó en cuatro Juegos Olímpicos de Verano, entre los años 2012 y 2024, obteniendo dos medallas, bronce en Tokio 2020 y plata en París 2024, en el salto de potro. En los Juegos Europeos de Minsk 2019 obtuvo una medalla de oro en la misma prueba.
Ganó una medalla de oro en el Campeonato Mundial de Gimnasia Artística de 2022 y nueve medallas en el Campeonato Europeo de Gimnasia Artística entre los años 2013 y 2025.

## Palmarés internacional
| Juegos Olímpicos   | Juegos Olímpicos        | Juegos Olímpicos  | Juegos Olímpicos  |
| Año                | Lugar                   | Medalla           | Prueba            |
| ------------------ | ----------------------- | ----------------- | ----------------- |
| 2020               | Tokio (Japón)           | Medalla de bronce | Salto de potro    |
| 2024               | París (Francia)         | Medalla de plata  | Salto de potro    |
| Campeonato Mundial |                         |                   |                   |
| Año                | Lugar                   | Medalla           | Prueba            |
| 2022               | Liverpool (Reino Unido) | Medalla de oro    | Salto de potro    |
| Juegos Europeos    |                         |                   |                   |
| Año                | Lugar                   | Medalla           | Prueba            |
| 2019               | Minsk (Bielorrusia)     | Medalla de oro    | Salto de potro    |
| Campeonato Europeo |                         |                   |                   |
| Año                | Lugar                   | Medalla           | Prueba            |
| 2013               | Moscú (Rusia)           | Medalla de bronce | Salto de potro    |
| 2016               | Berna (Suiza)           | Medalla de plata  | Salto de potro    |
| 2021               | Basilea (Suiza)         | Medalla de oro    | Caballo con arcos |
| 2022               | Múnich (Alemania)       | Medalla de plata  | Salto de potro    |
| 2023               | Antalya (Turquía)       | Medalla de oro    | Salto de potro    |
| 2023               | Antalya (Turquía)       | Medalla de bronce | Caballo con arcos |
| 2024               | Rímini (Italia)         | Medalla de plata  | Salto de potro    |
| 2025               | Leipzig (Alemania)      | Medalla de oro    | Salto de potro    |